# Calycolpus moritzianus
Calycolpus moritzianus är en myrtenväxtart som först beskrevs av Otto Karl Berg, och fick sitt nu gällande namn av Karl Ewald Maximilian Burret. Calycolpus moritzianus ingår i släktet Calycolpus och familjen myrtenväxter. Inga underarter finns listade i Catalogue of Life.

## Bildgalleri

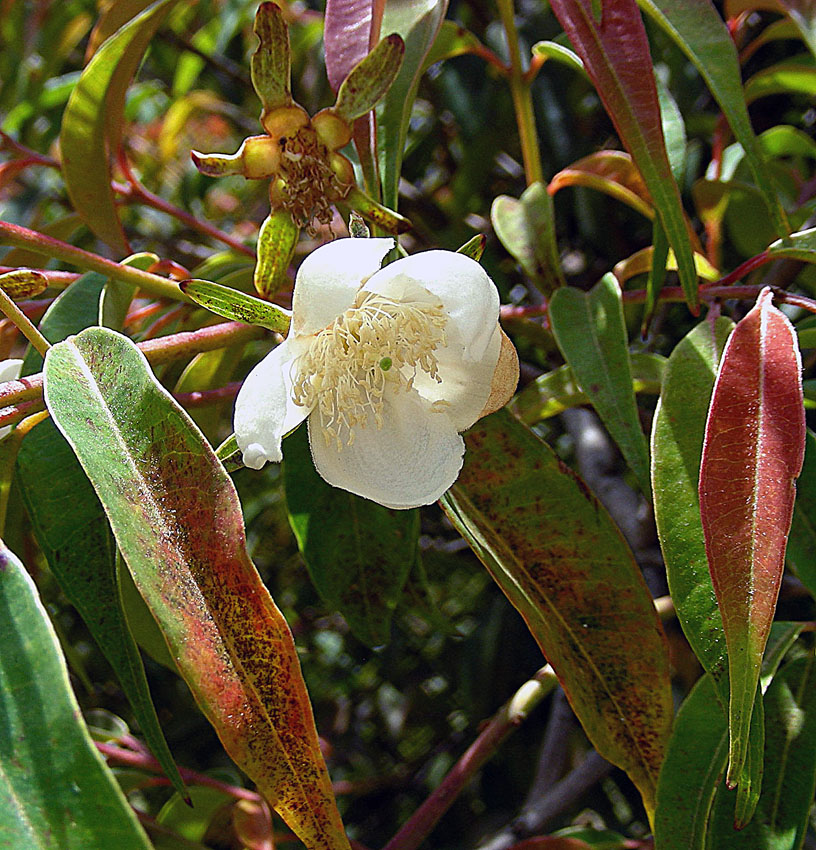